# Abendschule vor dem Holstentor

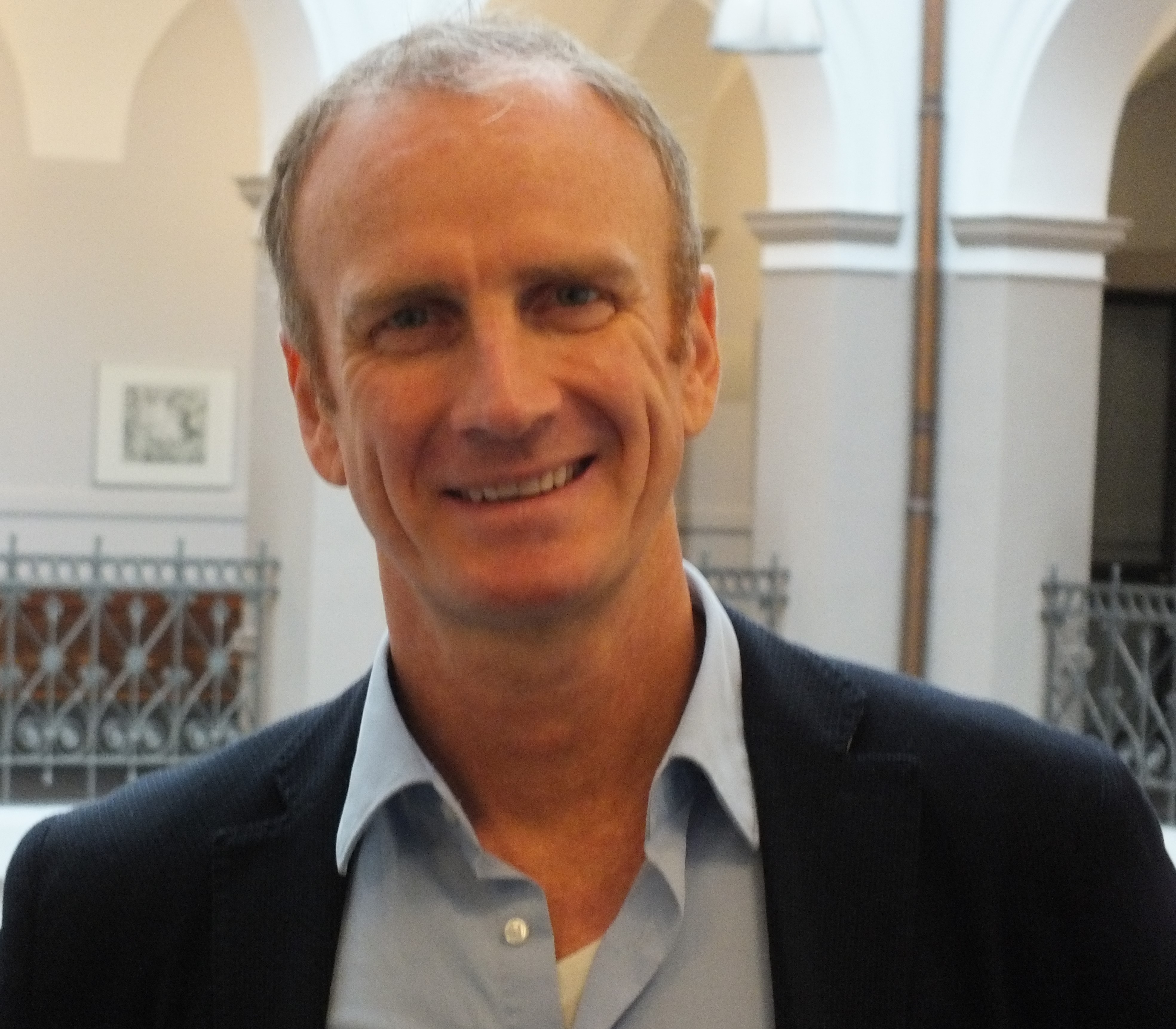
Schulleiter Andre Lammers (2021)

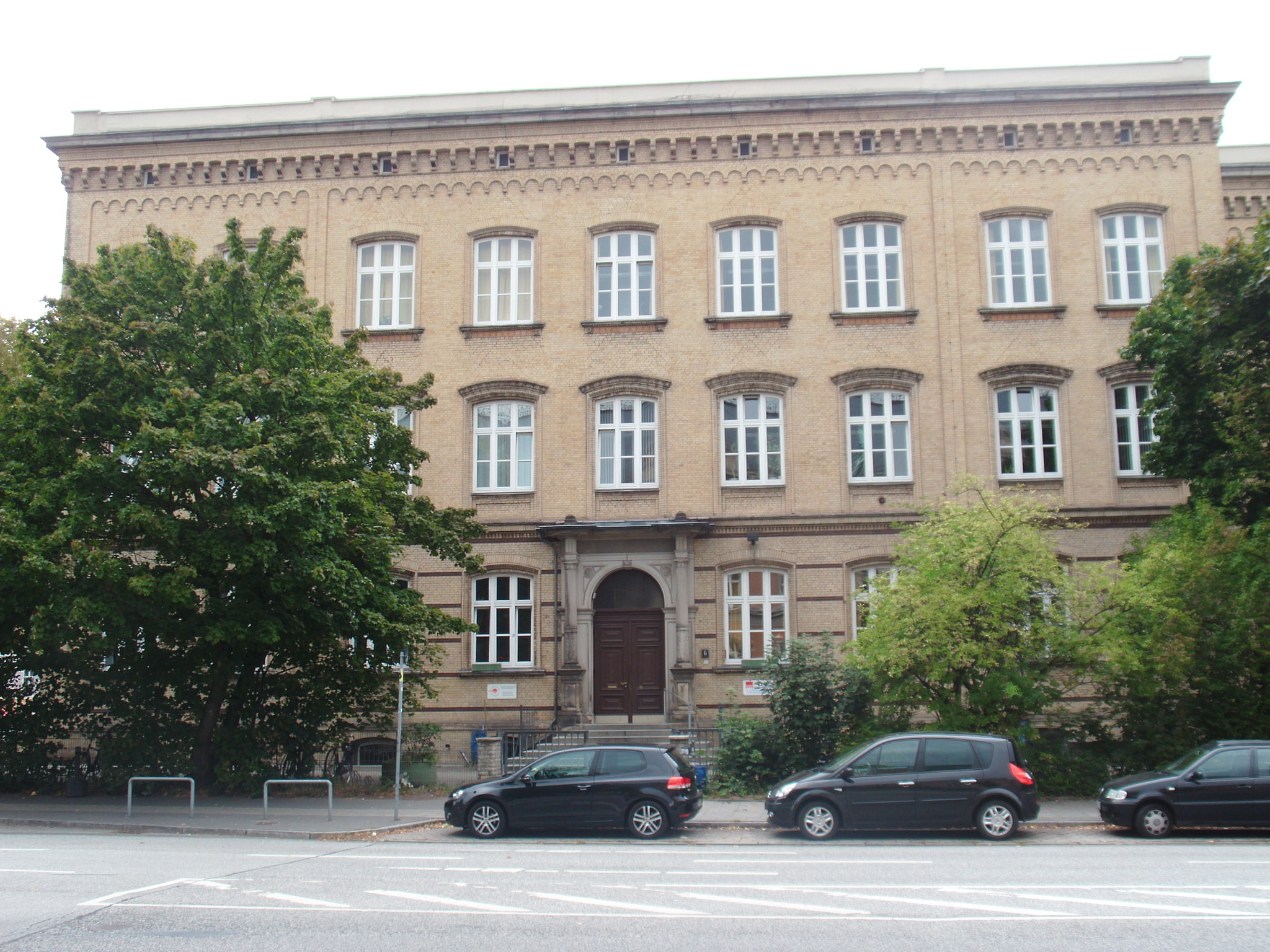
Staatliche Abendschule Vor dem Holstentor, 2012

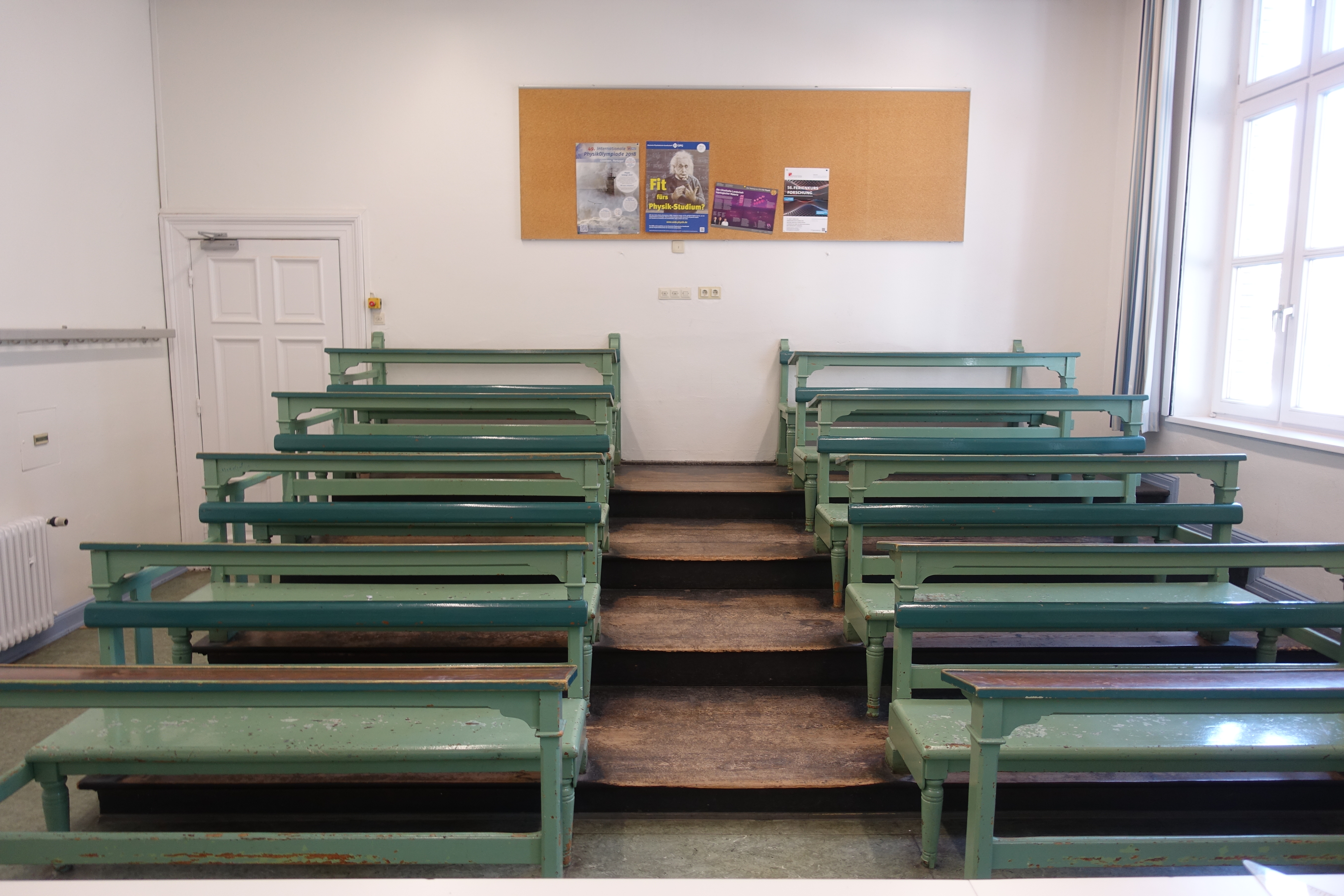
Schulbänke aus der Gründerzeit in der Abendschule (2018)

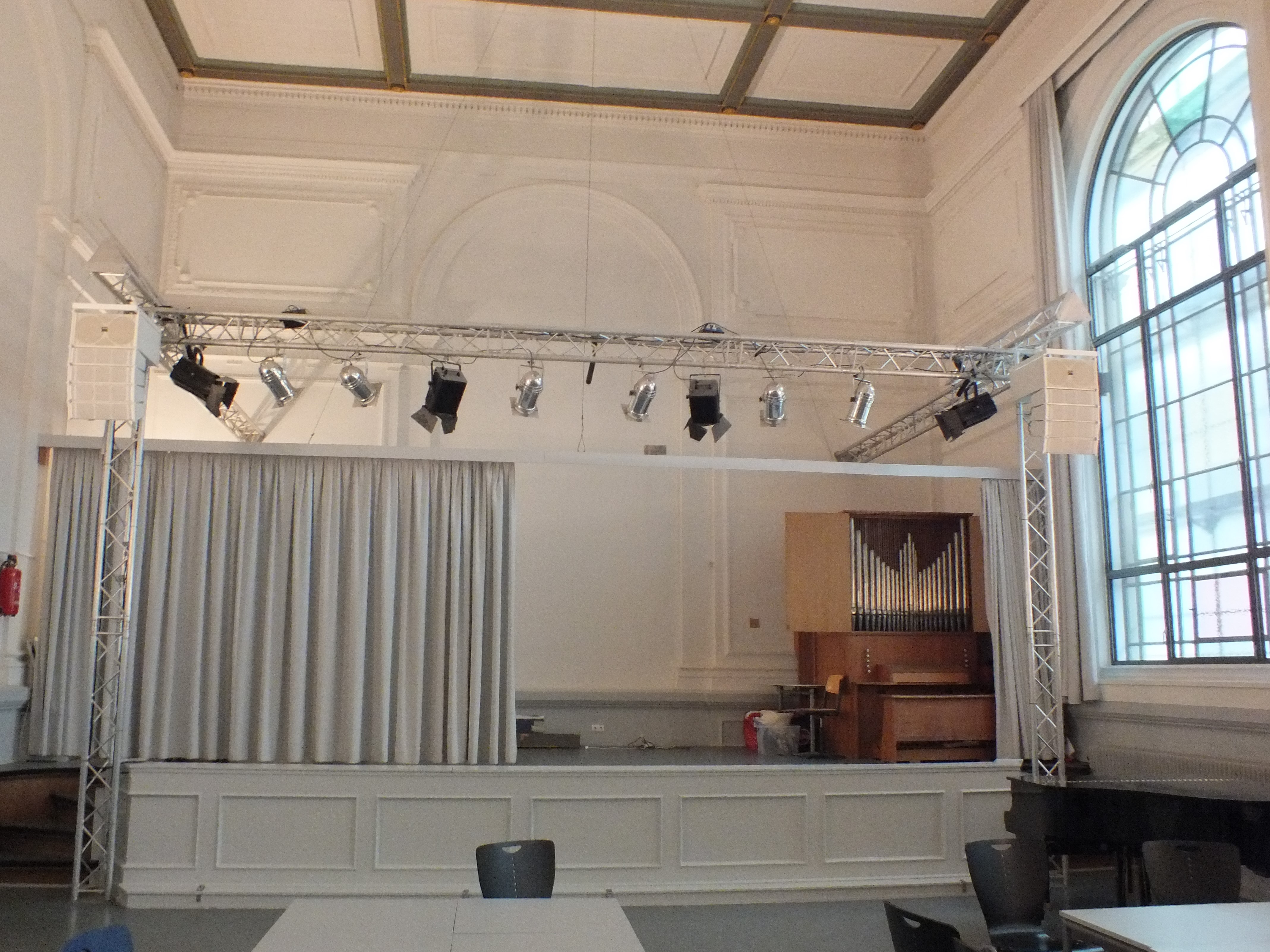
Aula der Abendschule mit Schulorgel

Die Abendschule Vor dem Holstentor (ASH) war eine staatliche Abendschule und eine Einrichtung des Zweiten Bildungsweges für  Erwachsene. Sie ermöglichte an einem Abendgymnasium, einer Abendrealschule und einer Abendhauptschule die entsprechenden Schulabschlüsse nachzuholen. Untergebracht war die Schule in einem denkmalgeschützten Schulgebäude am Rande der Hamburger Innenstadt im Stadtteil St. Pauli.

## Geschichte
Das Gymnasium wurde 1943 als Abendoberschule vorwiegend für nicht mehr wehrtaugliche Soldaten eingerichtet und 1945 wieder eröffnet. Damit ist es das zweitälteste staatliche Abendgymnasium in Deutschland, nach der Peter-A.-Silbermann-Schule in Berlin. Erst später kamen im März 1955 die Abendrealschule und ab Februar 1987 die Abendhauptschule hinzu, die heute in einem Verbund unter einem Dach arbeiten.
Die Schule wurde am 31. Januar 2023 geschlossen.

## Schule bis 2023
Die Abendschule Vor dem Holstentor bietet Berufstätigen ab 18 Jahren neben der Erwerbstätigkeit die Möglichkeit, den Haupt- und Realschulabschluss und das Abitur im kostenfreien Abendunterricht zu erwerben. Das Schuljahr im Gymnasium beginnt im Februar jeden Jahres, in den anderen beiden Schulformen halbjährlich zum August und Februar. Der Unterricht findet in der Regel von 17:30 bis 21:30 Uhr statt. Es gibt außerdem Vormittagskurse in der Hauptschule und Nachmittagskurse in den drei Schulformen. Die Schule versucht, die starke Belastung der Schüler durch besondere Förderung zu vermindern. Schüler mit Realschulabschluss können innerhalb von drei Jahren das Abitur erwerben. Der Unterricht findet in modernen Fach- und Laborräumen mit moderner elektronischer Ausstattung statt. Auf jeder Etage der Schule ist ein rollender PC-Wagen mit 26 Laptops mit eigenem WLAN, Drucker vorhanden. Bekannt ist die Schule für ihre Kulturtage zum Abschluss des Schuljahres.
Die Schule unterrichtet nach den allgemeinen Hamburger Lehrplänen, die für die Tagesschulen gelten, und ihre Schülerschaft unterliegt den gleichen Bestimmungen bei den zentralen Abschlussprüfungen wie an allen Hamburger Schulen. Ihre Ergebnisse sind daher vergleichbar mit dem Ersten Bildungsweg und bescheinigen den Absolventen ein gutes Abschneiden.

## Gebäude
Das Abendgymnasium Vor dem Holstentor hat gemeinsam mit dem Studienkolleg für ausländische Studierende ein eigenes Gebäude zur Verfügung, das der Hamburger Baudirektor Carl Johann Christian Zimmermann um 1875 für die damalige Oberrealschule am Holstenglacis entwarf und das 1912/13 um ein drittes Obergeschoss aufgestockt wurde. In der Aula erinnern noch Gipsköpfe von Charles Darwin, Alexander von Humboldt, Justus von Liebig und Carl Friedrich Gauß an die damalige mathematisch-naturwissenschaftliche Ausrichtung. Das Gebäude bildet mit dem Strafjustiz- und dem Ziviljustizgebäude, beide gleichfalls Entwürfe von Zimmermann im Stil des Historismus, ein denkmalgeschütztes Ensemble. Die Abendschule konnte es übernehmen, nachdem die bisherige Nutzerin, inzwischen nach ihrem langjährigen Leiter Albrecht Wilhelm Thaer benannt, um 1970 einen Neubau in Hamburg-Stellingen bezogen hatte. Das Glasdach wurde im Februar 2014 saniert und ist jetzt lichtdurchlässiger, wärmedämmender und bietet mehr Schallschutz. In einem Raum sind noch die alten Schulbänke der Gründerzeit erhalten. In der Schule befinden sich eine große Aula mit einer der letzten weltlichen Schulorgeln in Hamburg, eine kleine Kantine und eine Turnhalle. 2019 wurde die Sanierung des Mauerwerkes und des Daches abgeschlossen. Ein Fahrstuhl und ein neuer Kiosk wurden eingebaut. Die Turnhalle wurde für die Nutzung durch Sportvereine saniert. Das Gebäude steht auf der Liste der Kulturdenkmäler in Hamburg-St. Pauli und auf der Liste der Kulturdenkmäler im Hamburger Bezirk Hamburg-Mitte.

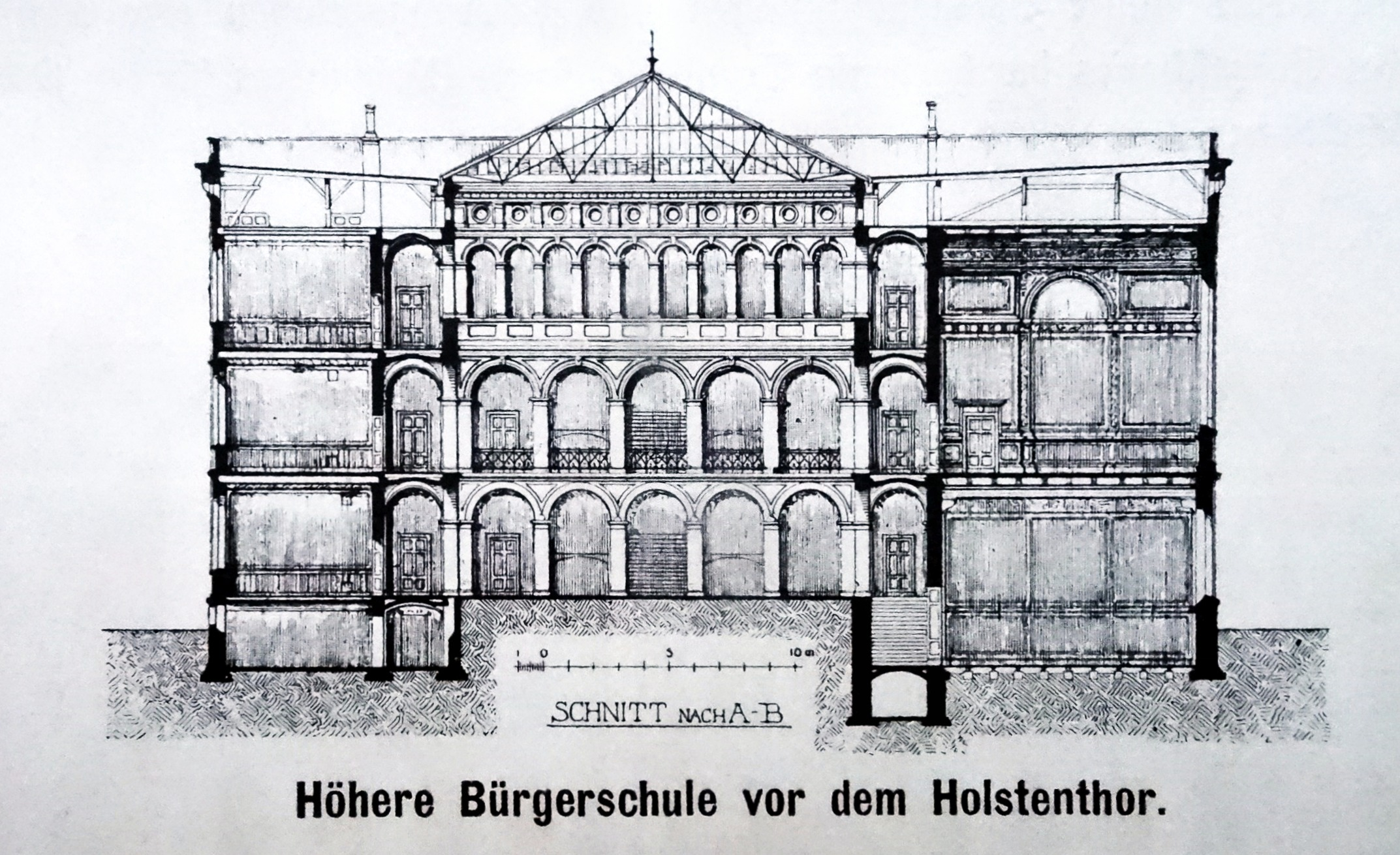
Schnittzeichnung (1875–1876)
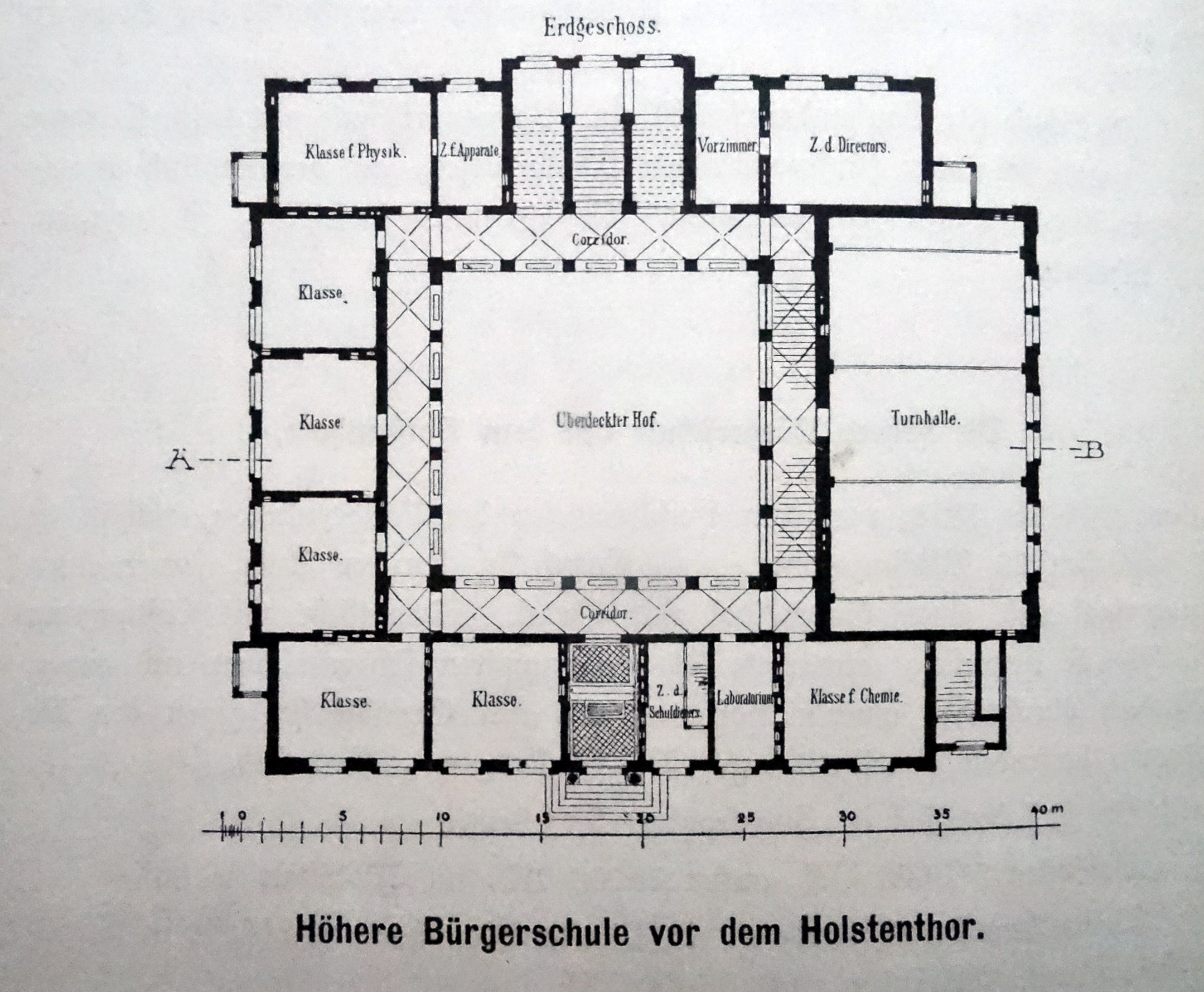
Grundriss – Erdgeschoss (1875–1876)
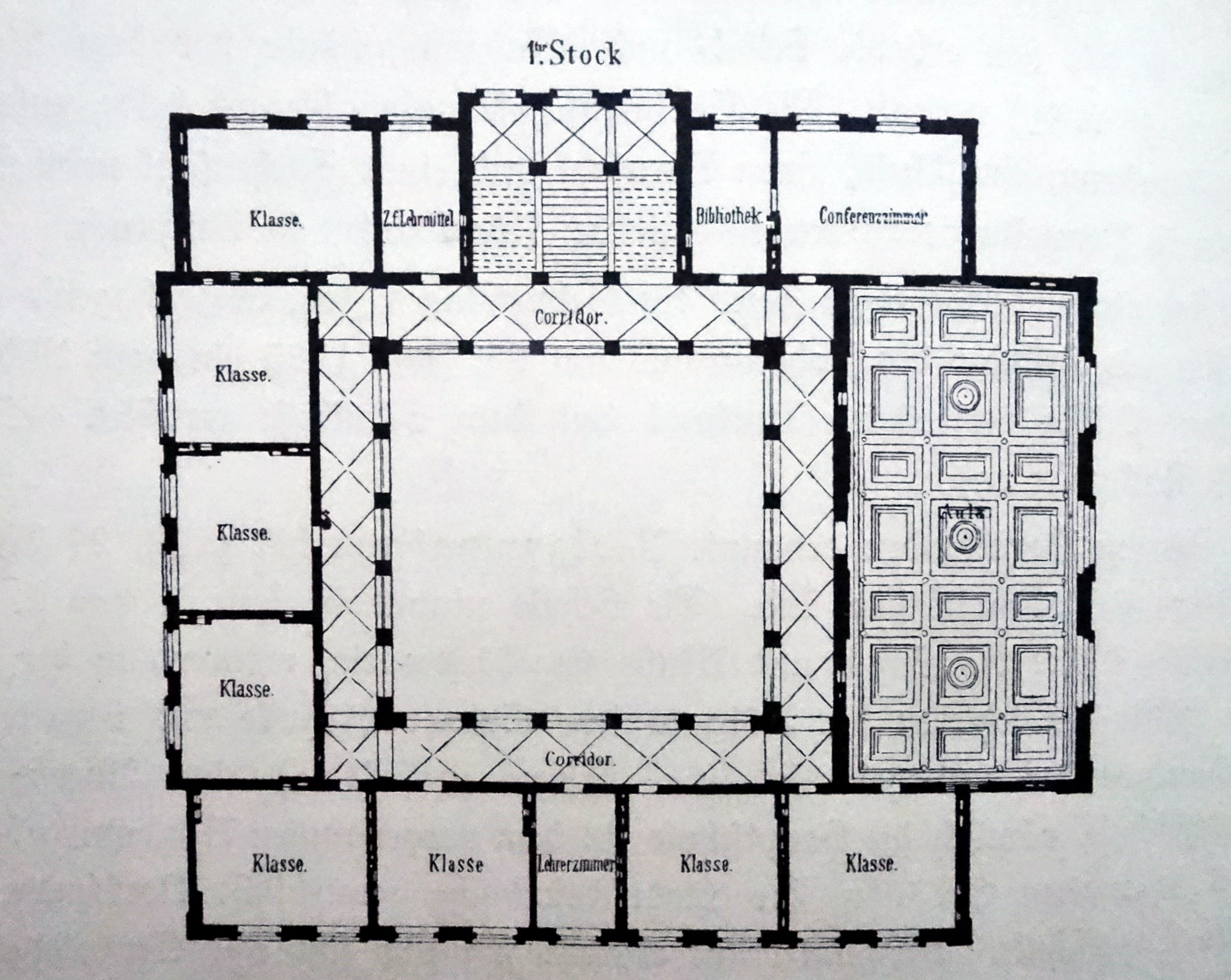
Grundriss – 1. Stock (1875–1876)

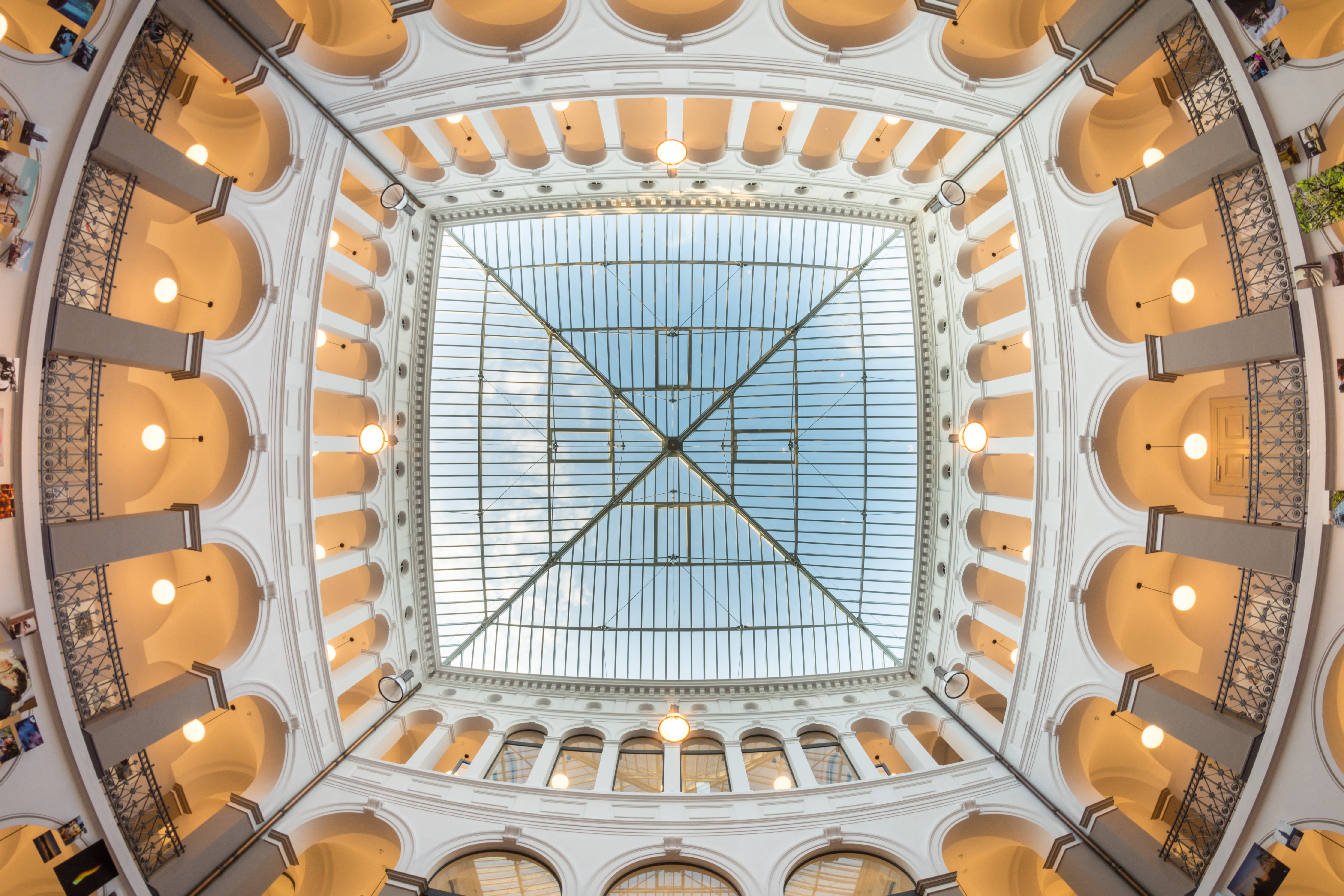
Lichthof
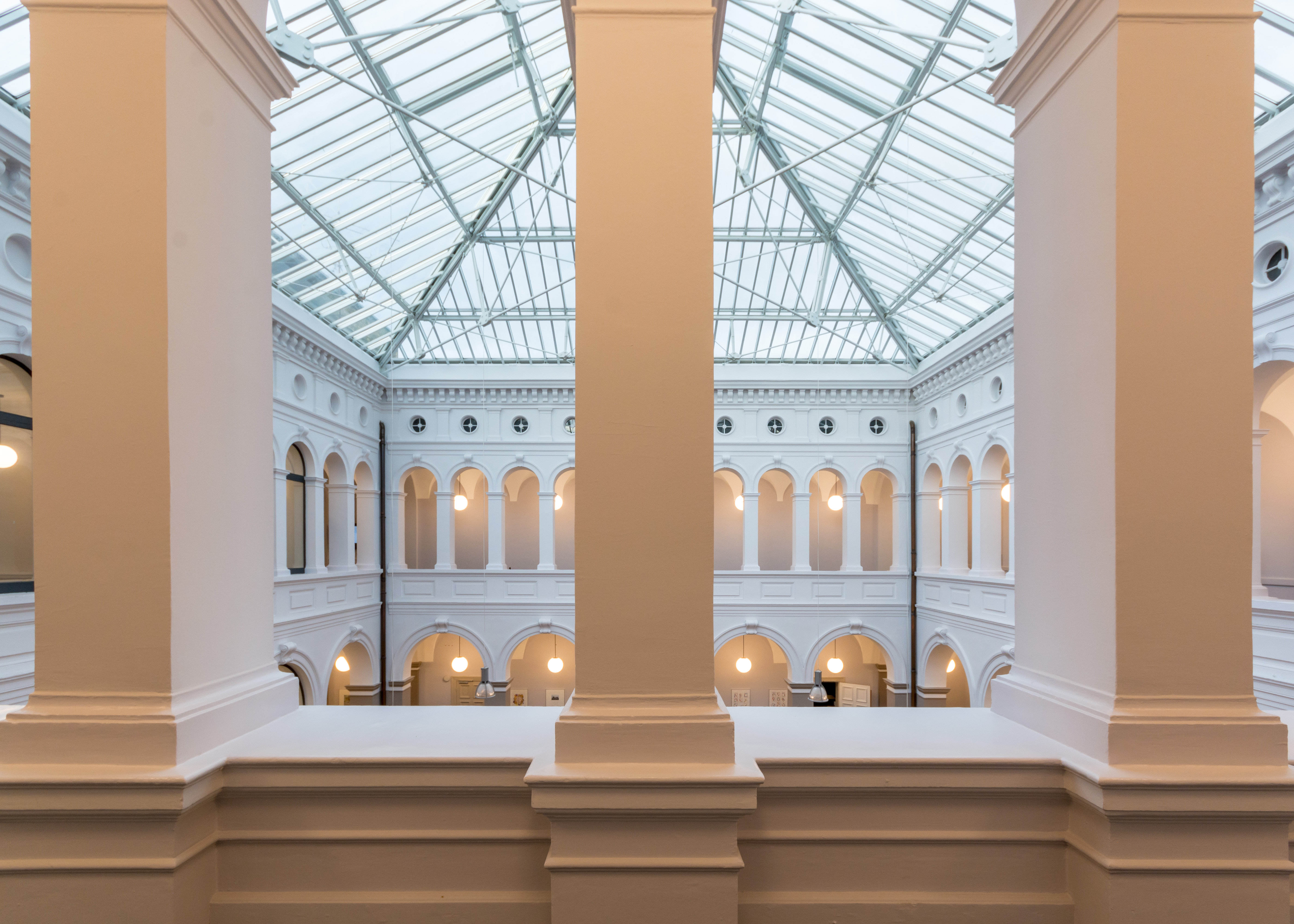
Umgang 2. Stock
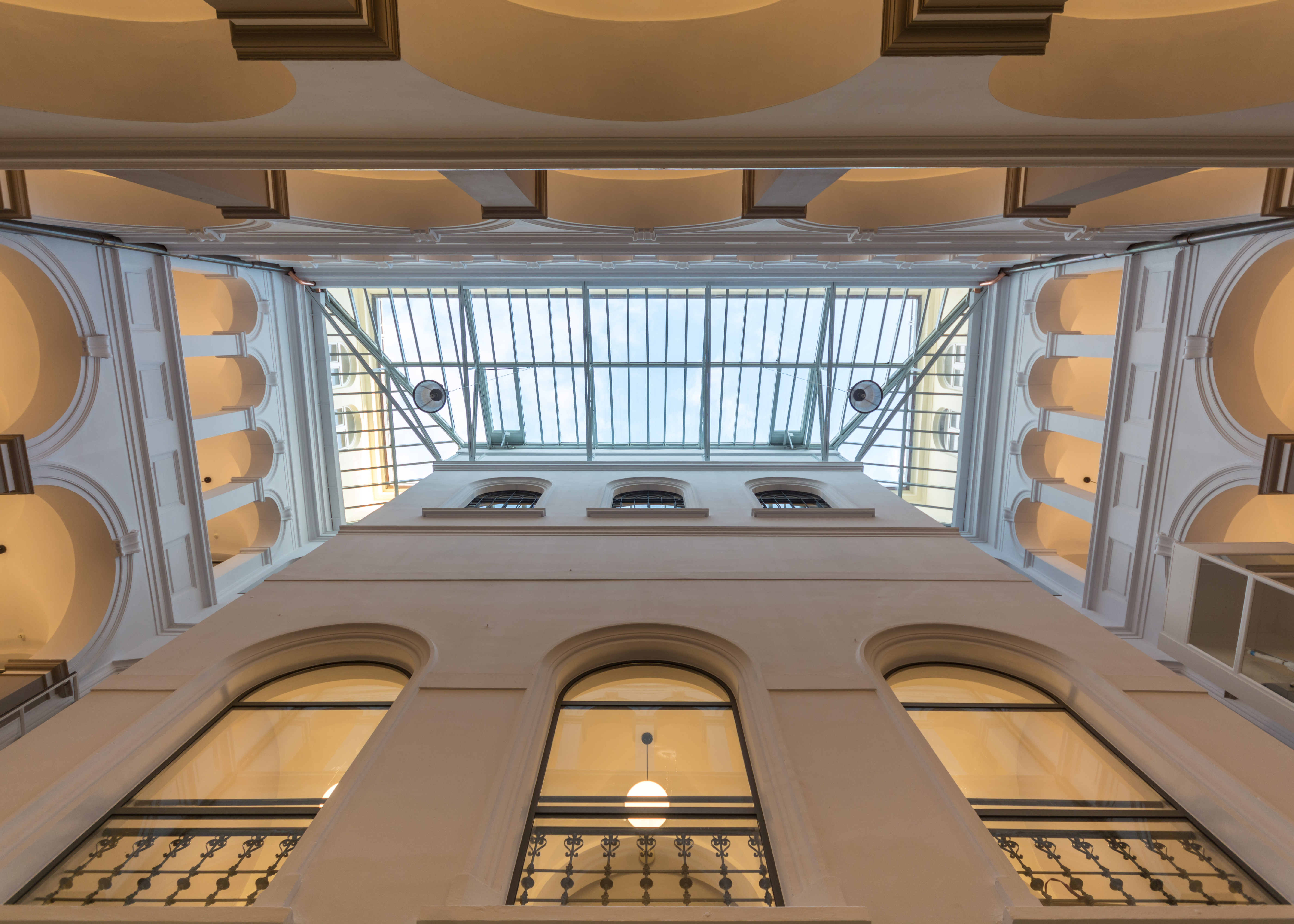
Kleiner Lichthof
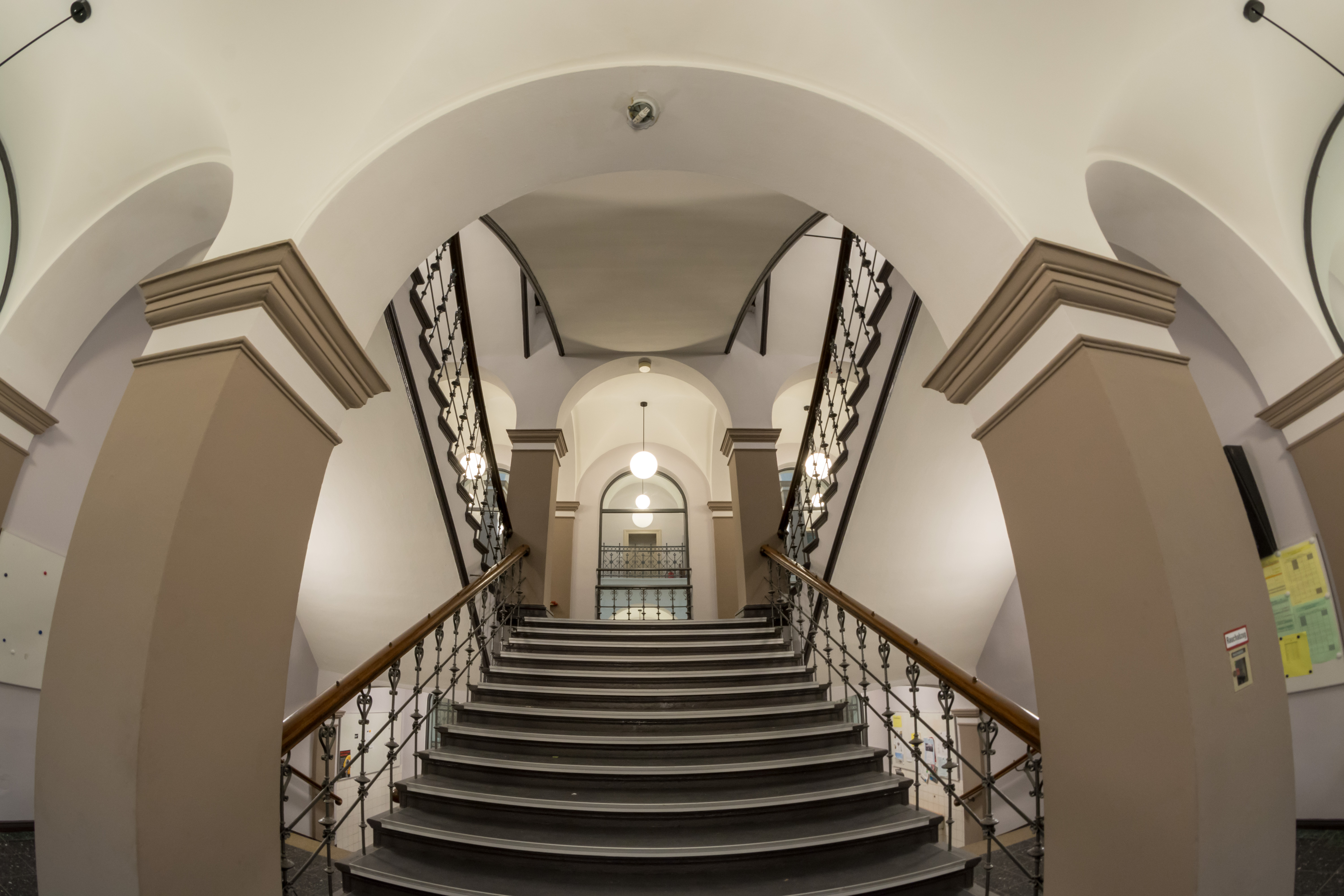
Treppenhaus
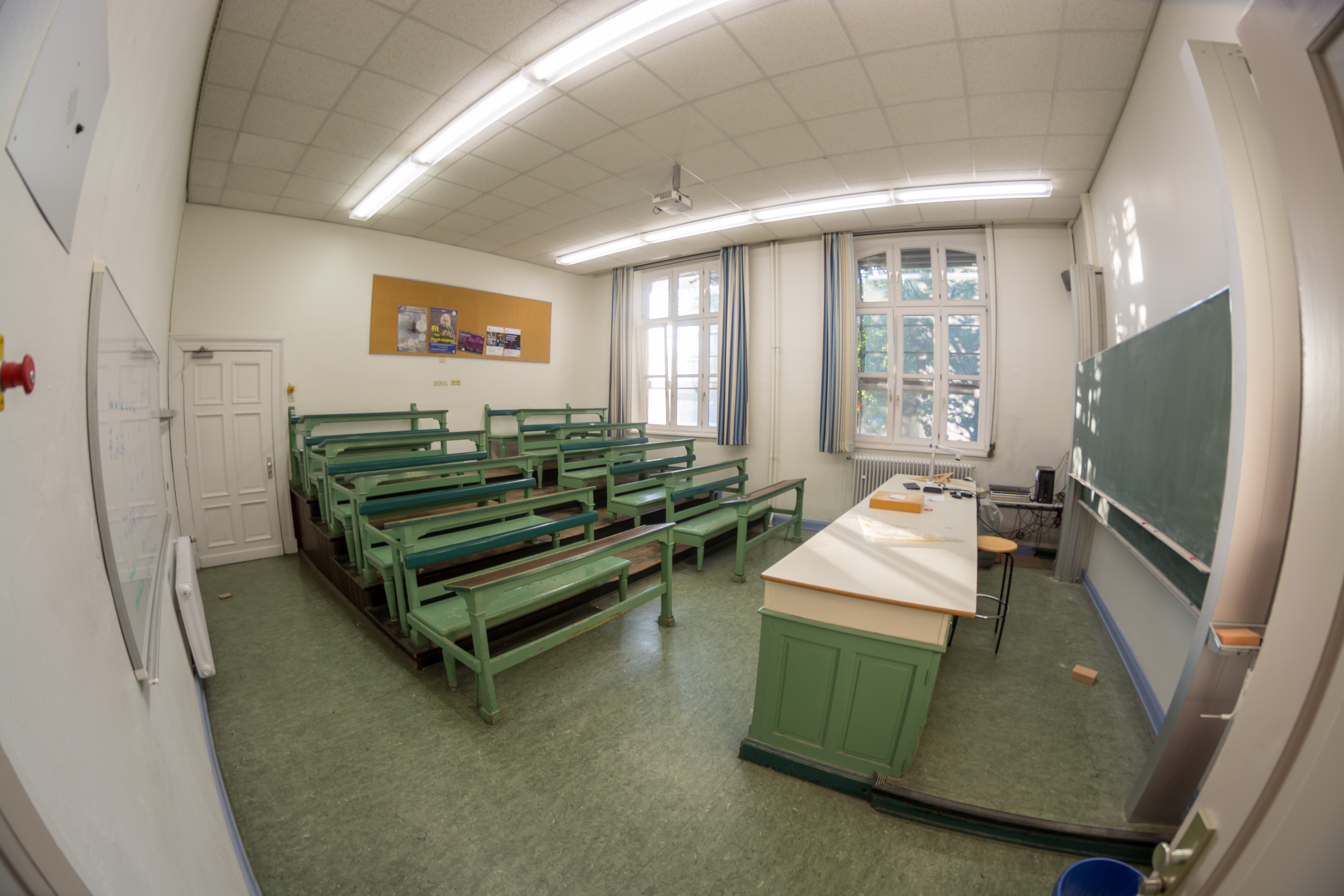
Hörsaal

## Kooperationen
Die Schule hat eine Kooperation mit dem Fußball-Verein St. Pauli, der in unmittelbarer Nähe sein Stadion hat.

## Umweltschutz
Das Abendgymnasium hat eine Solaranlage auf das Schuldach montieren lassen. Finanziert wurde sie mit Spenden des Fördervereins. Der gewonnene Strom wird in das Hamburger Stromnetz eingespeist und an den Stromversorger verkauft. Mit dem eingenommenen Geld werden weitere Investitionen getätigt.

## Schülerprojekte
Von Beginn dieses Jahrtausends an bis zum Jahr 2014 wurden regelmäßig schulformübergreifende Projektwochen durchgeführt, die ersten Jahre zweimal pro Jahr, dann einmal jährlich, z. B. zum Thema Grundeinkommen oder zum Thema Wasser.

## Förderverein
1992 gründete sich der Förderverein, der sich zum Ziel gesetzt hat, die Belange der Schule, insbesondere einer des Zweiten Bildungsweges, zu unterstützen und Projekte zu fördern, die aus Schulgeldern nicht zu finanzieren sind.
Außerdem möchte er ein Netzwerk für die Ehemaligen sein, das sowohl privat als auch beruflich genutzt werden kann. Dazu wurde ein eigener Internetauftritt (siehe unter Weblinks) erstellt. Selbstverständlich dient er auch dazu, den Kontakt zwischen allen an der Schule Beteiligten oder Interessierten aufrechtzuerhalten, und für die Schule ist er zusätzlich wichtig, um verfolgen zu können, inwieweit sie die Schülerschaft bei der Erreichung ihrer Ziele fördern konnte.

## Zusammenlegung und Umzug
Die Abendschule vor dem Holstentor wurde mit dem Staatlichen Abendgymnasium mit Abendschule St. Georg und dem Hansa-Kolleg zum Campus2Bildungsweg als Zentrum der Erwachsenenbildung in St. Georg am Holzdamm am 1. Februar 2022 zusammengelegt.

## Bekannte Schüler
- Meinhard von Gerkan (1935–2022) Architekt. Abitur Ostern 1955
- Kurt Grobecker (1936–2020), Rundfunk- und Fernsehjournalist. Abitur 1960
- Dietmar Wittmann (* 16. Juni 1940 in Duisburg) Chirurg. Erfinder des Wittmann Patch. Abitur 1963
- Boje Maaßen (* 11. Juni 1939 in Elmshorn) Pädagoge und Fachautor. Abitur 1965
- Rudolf Draheim (* 1941 in Dembro/Westpreußen) Maler und Dozent. Abitur 1974
- Hiltrud Lotze (* 13. November 1958 in Bauhaus, Hessen) Politikerin der SPD. Abitur 1987
- Jürgen Schüssler (* 1960 in Völklingen) Politiker der SPD. Abitur 1989
- Bahar Kizil (* 1988), Sängerin, Songschreiberin und Tänzerin. Abitur 2014
- Disarstar (* 1994), Rapper. Abitur 2019